# Halachó
Halachó es una localidad del estado mexicano de Yucatán, está ubicada muy cerca del límite con el estado de Campeche, es cabecera del Municipio de Halachó.

## Toponimia
Halachó significa en maya, lugar del cañoto o cañizo de la rata por derivarse de la voces Jalal, carrizo o cañoto y Ch'o', ratón o rata.